# اسوردلوفسک (اوکراین)
اسوردلوفسک (به اوکراینی: Свердловськ) شهری در استان لوهانسک در کشور اوکراین واقع شده‌است. جمعیت این شهر ۶۲,۹۹۳ نفر (۲۰۲۱ تخمینی) است.

## نگارخانه

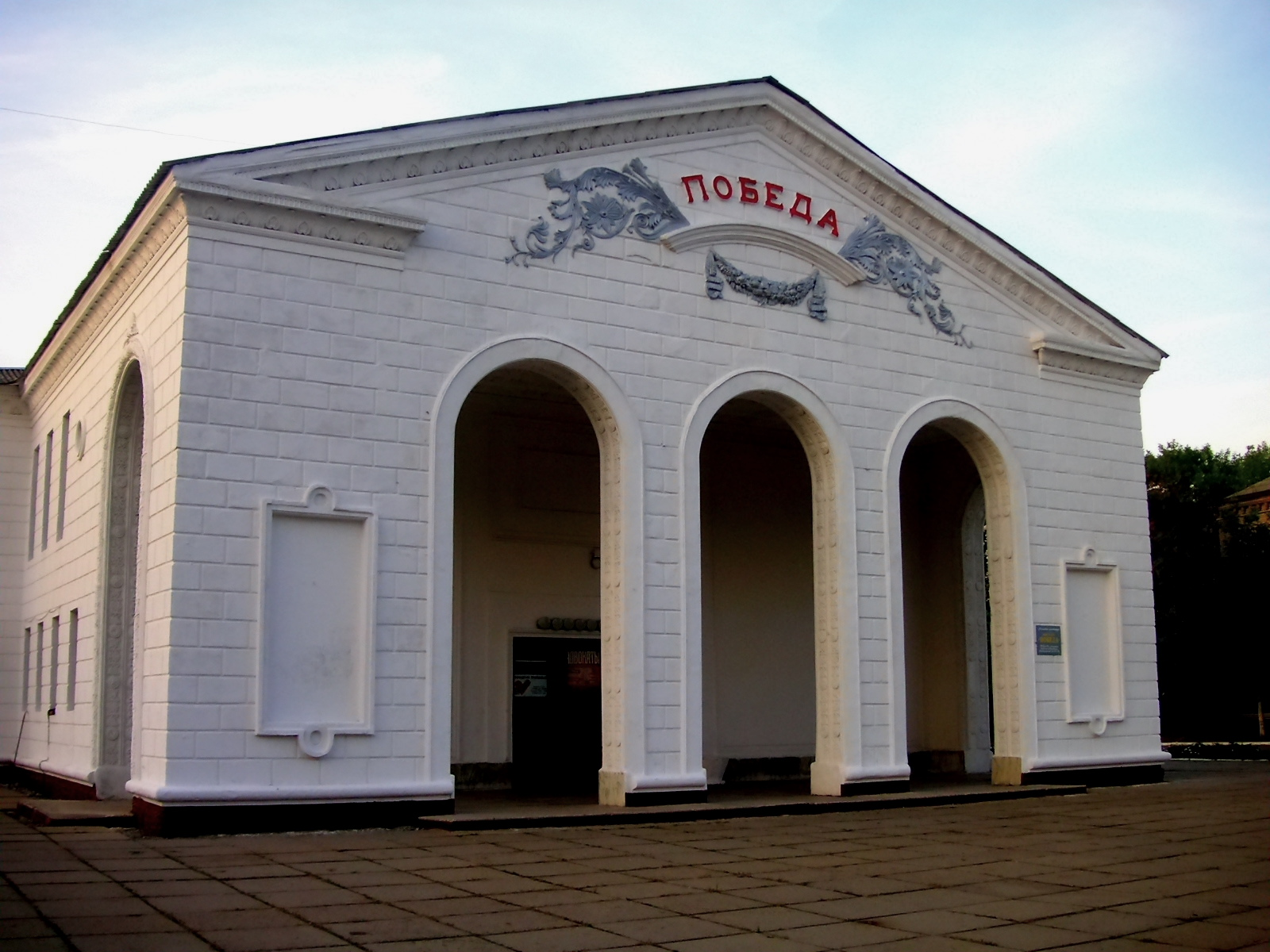
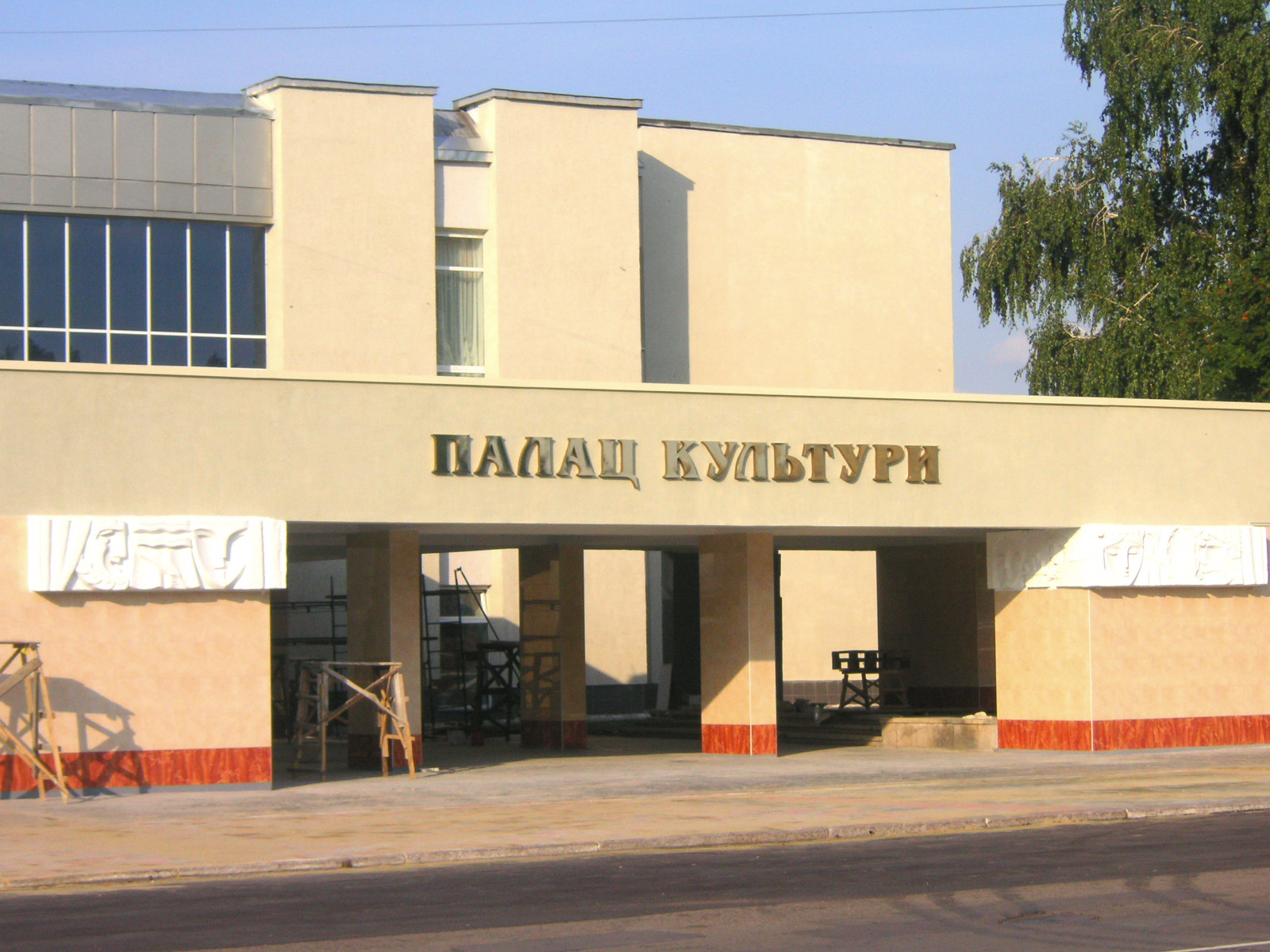
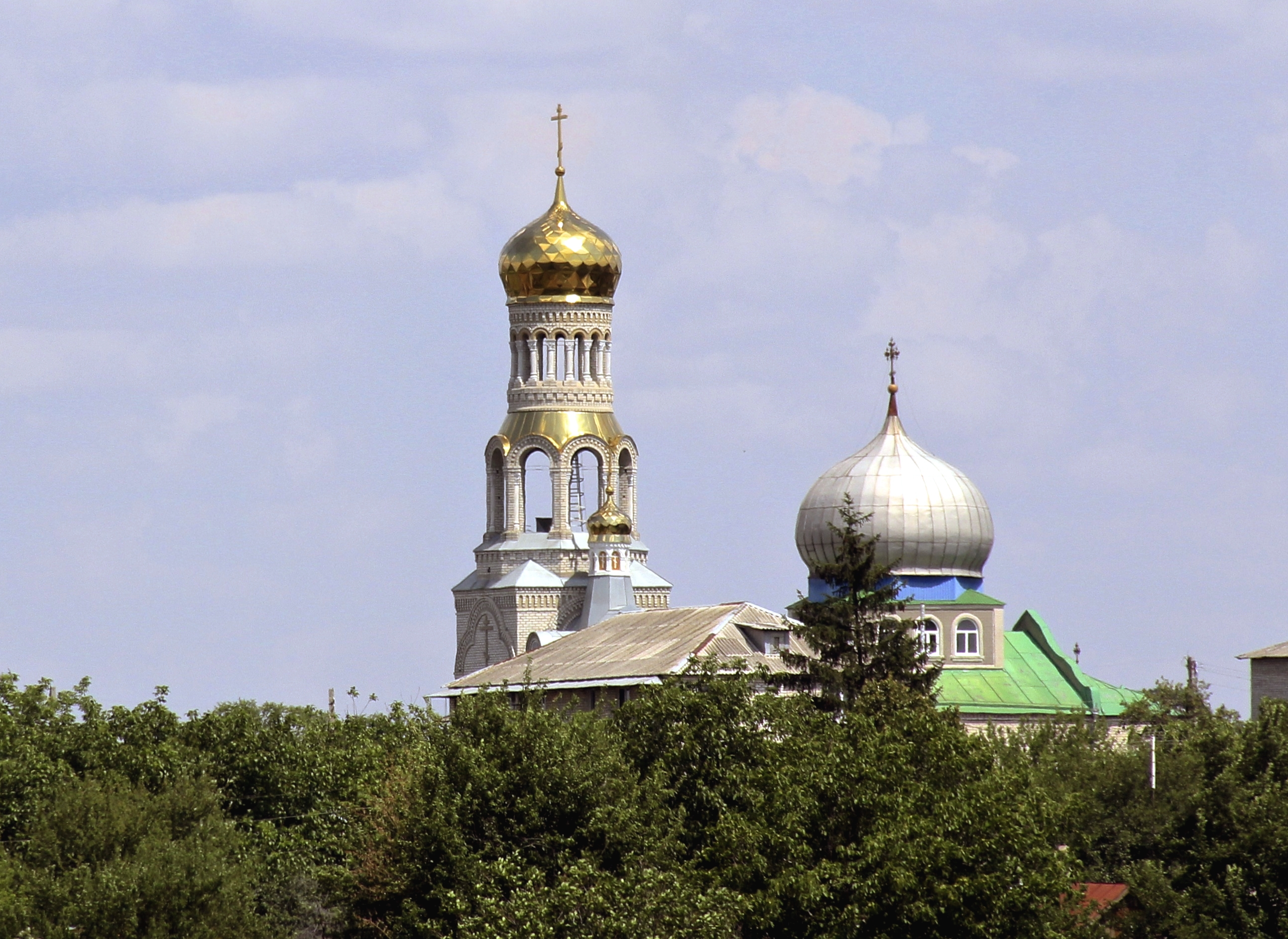
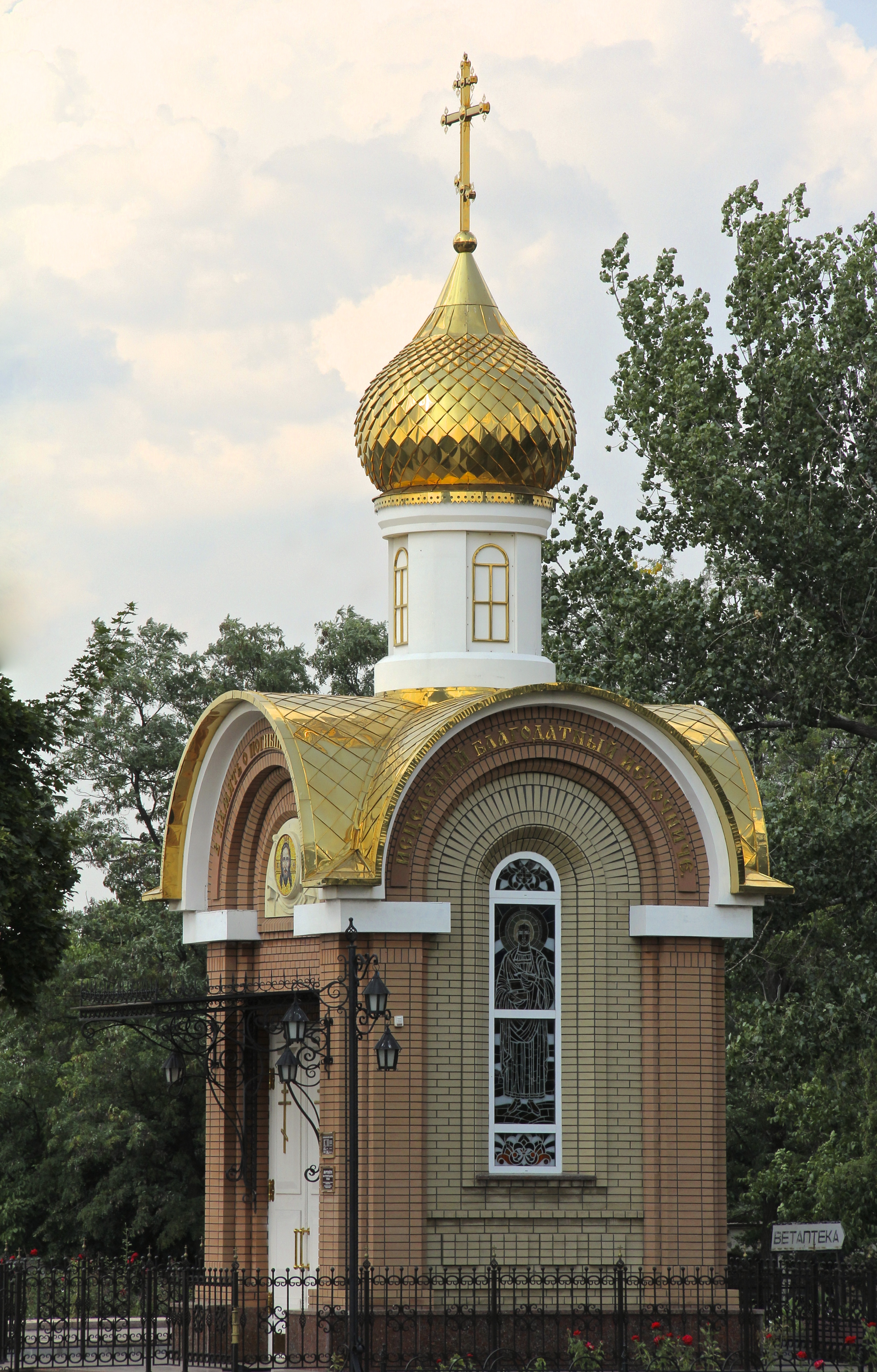
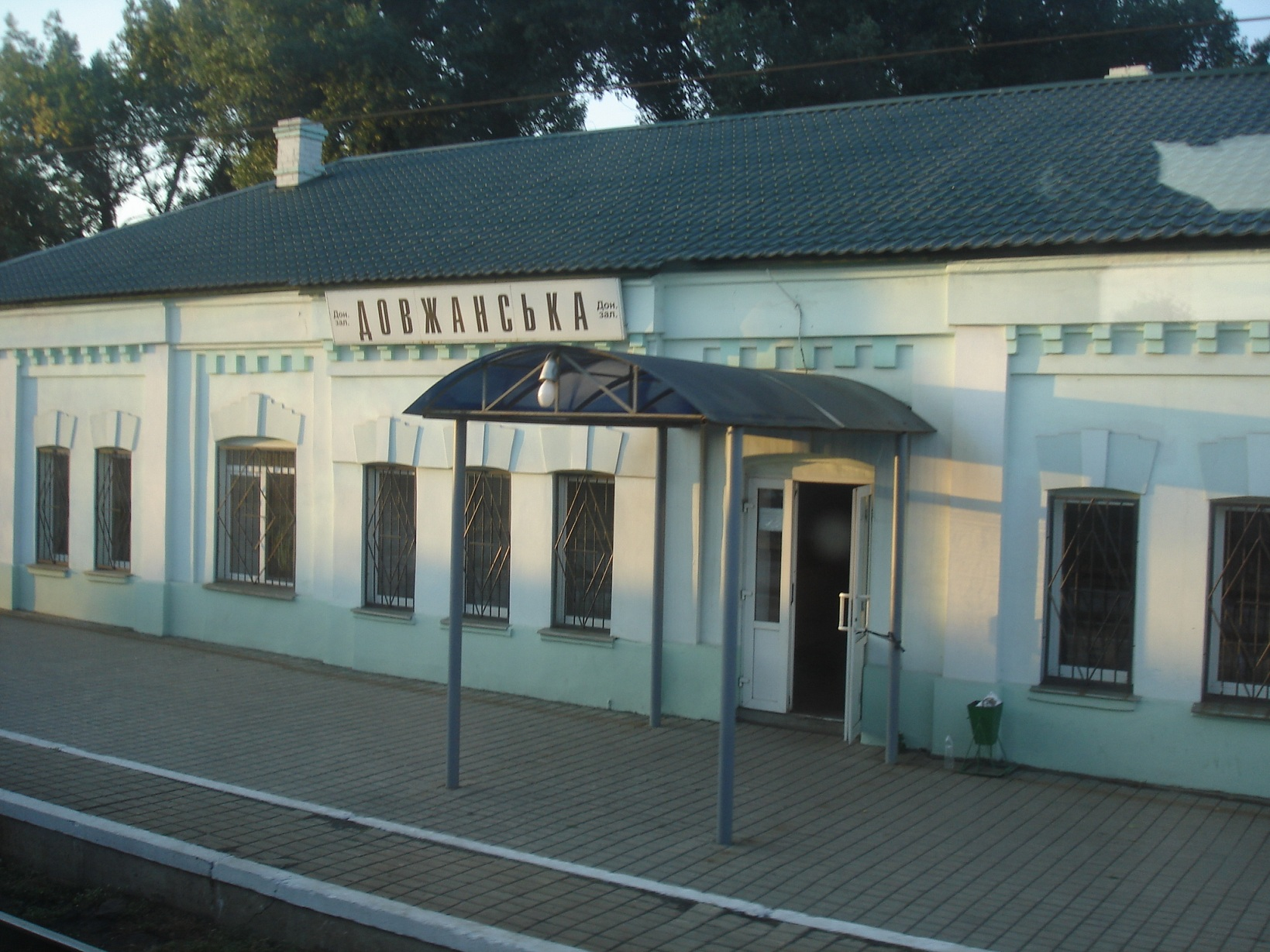
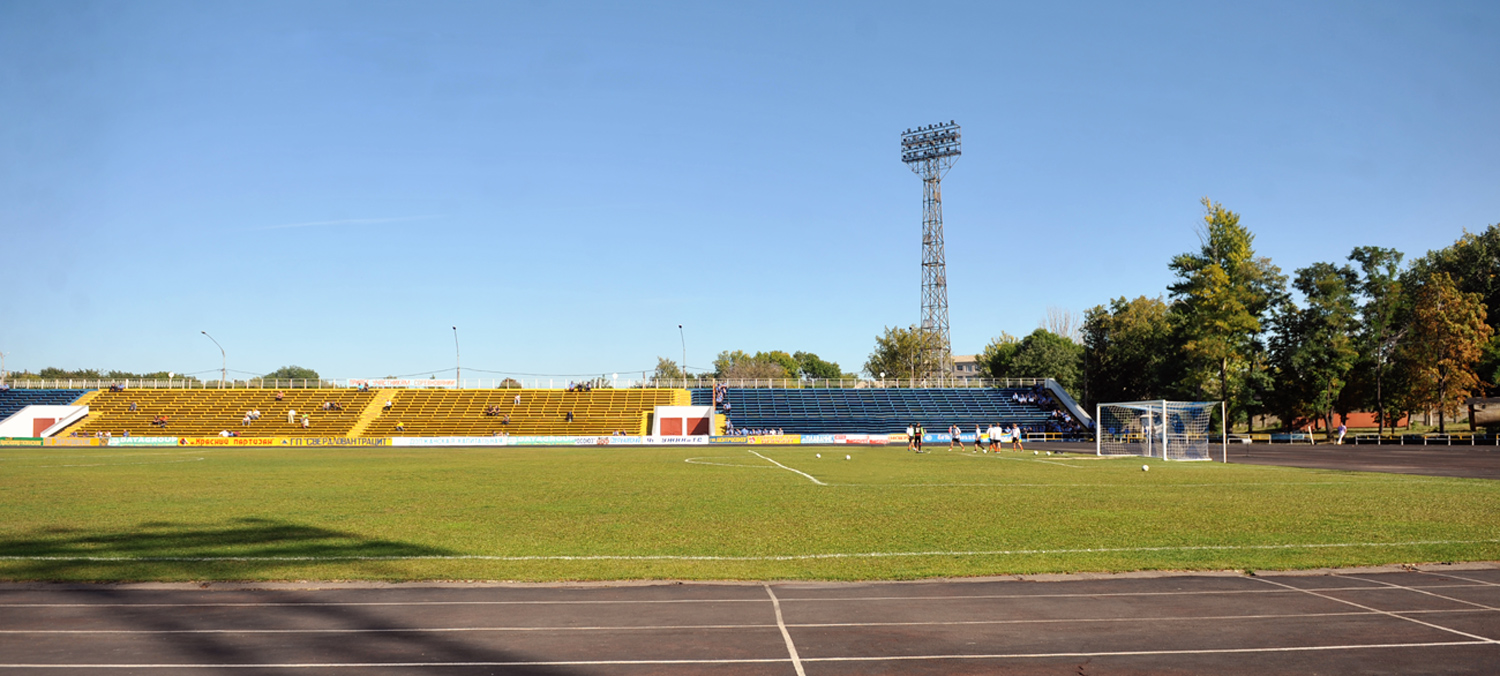